# Hurnet Dekkers
Hurnet Dekkers, född den 8 maj 1974 i Rossum i Nederländerna, är en nederländsk roddare.
Hon tog OS-brons i åtta med styrman i samband med de olympiska roddtävlingarna 2004 i Aten.